# Estação Verneda

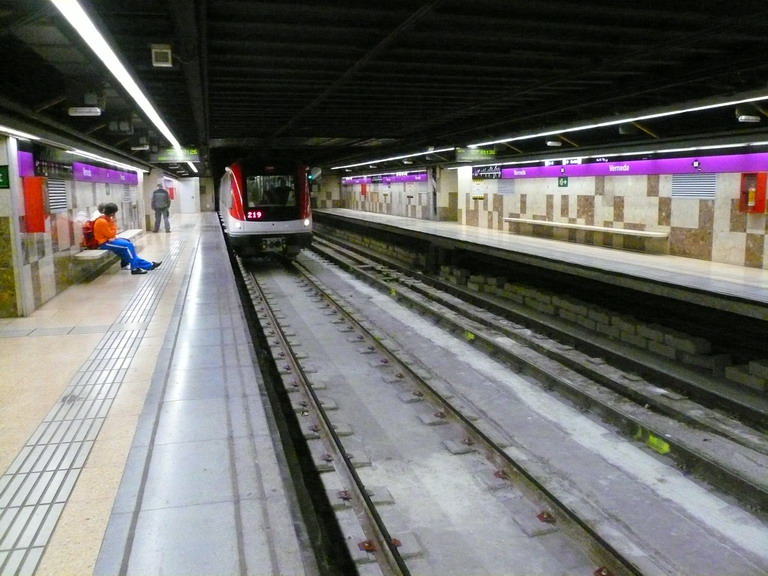
Estação Verneda.

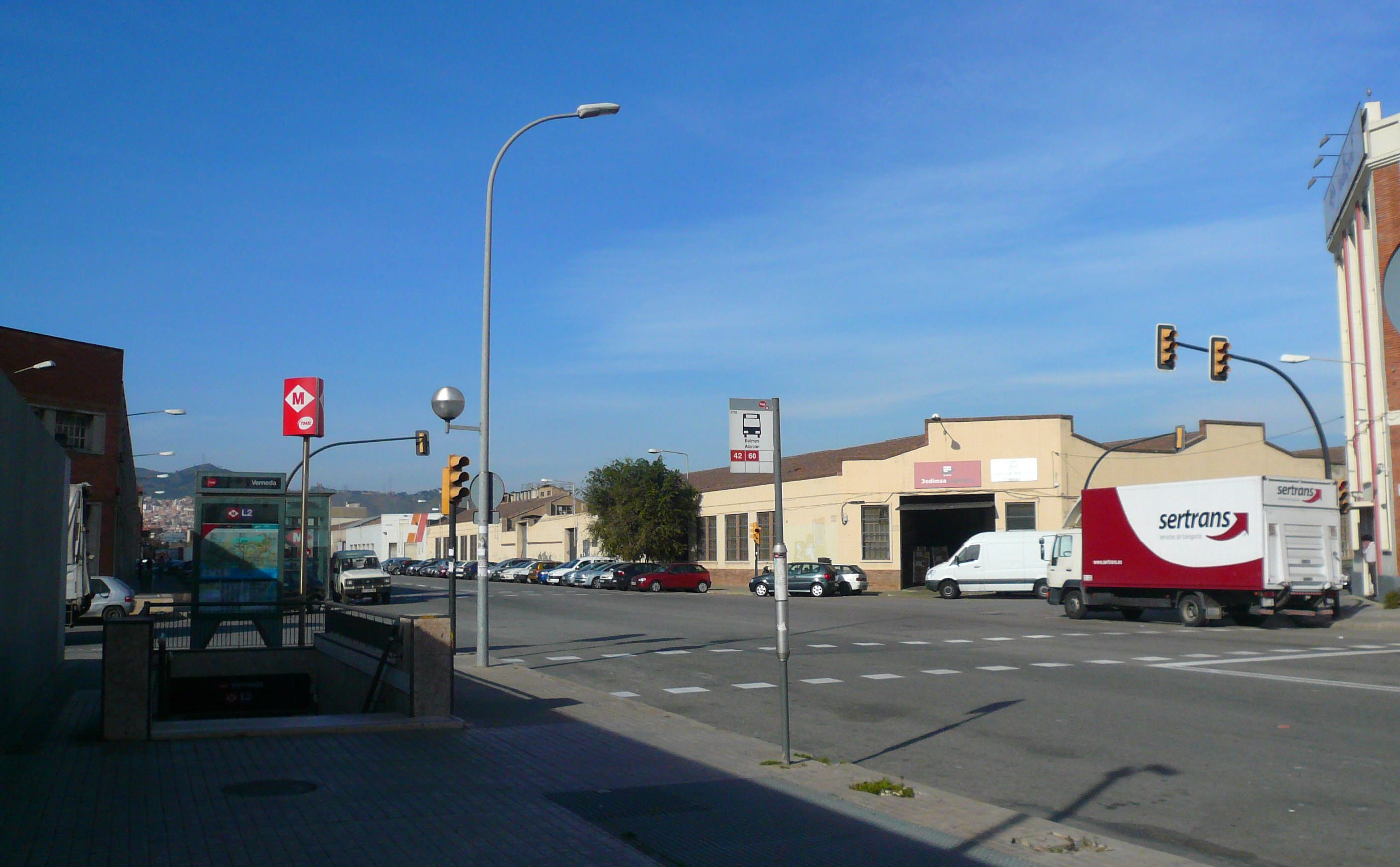
Acesso à estação.

Verneda é uma estação da linha Linha 2 do Metro de Barcelona.

## História
A chegada do metrô a La Verneda foi proposta pela primeira vez no Plano do Metrô de 1971, elaborado pela Comissão Coordenadora dos Transportes Urbanos de Barcelona. O objetivo principal deste plano era a chegada do metrô aos subúrbios de Barcelona, que havia experimentado um crescimento demográfico significativo na década de 1960. No projeto inicial, a estação Verneda fazia parte do prolongamento da linha 5, da estação Sagrada Família para a cidade de Badalona.
Em 1984, após a Generalitat da Catalunha assumir os poderes do Metrô de Barcelona, o governo regional elaborou um novo Plano do Metrô, que incluía a rota Sagrada Família-Badalona em uma nova linha para futura construção: a linha 2. Naquela época, as obras entre as estações La Pau e Pep Ventura em Badalona estavam praticamente concluídas, enquanto a construção do resto da linha 2, incluindo o trecho de La Pau à Sagrada Família, ainda não tinha começado. Por este motivo, ficou decidido que o trecho La Pau a Pep Ventura, que incluía a estação de Verneda, deveria entrar em serviço, provisoriamente, como complemento da linha 4.
A inauguração das obras, realizada pela empresa Entrecanales y Távora, ocorreu no dia 22 de abril de 1985, com a presença do Presidente da Generalitat da Catalunha, Jordi Pujol, o prefeito acidental de Barcelona, Jordi Parpal e o vice-presidente da Metropolitan Corporation of Barcelona, Mercè Sala, entre outras autoridades.
Depois de mais de 17 anos como parte da linha 4, o trecho entre La Pau e Pep Ventura, incluindo Verneda, passou a fazer parte da linha 2. Coincidindo com a transferência, todas as estações da rota foram reformadas e adaptadas para pessoas com mobilidade reduzida, com a instalação de elevadores. A reabertura ocorreu em 1º de outubro de 2002, com a assistência do Conselheiro para Política Territorial e Obras Públicas da Generalidsd da Catalunha, Felip Puig, o prefeito de Barcelona, Joan Clos e o prefeito de Badalona, Maite Arqué.

## Acesso à estação
A estação está localizado localizado sob a rua Alarcón em Sant Adrià de Besòs.
- Santander
- Ctra. Mataró